# 日本ハンドボールリーグ
日本ハンドボールリーグ（にほんハンドボールリーグ、英: Japan Handball League）は、日本トップリーグ連携機構に加盟する一般社団法人日本ハンドボールリーグが主催する日本のハンドボールリーグである。1976年に創設された。2024-25年シーズンよりリーグHを愛称とする。同シーズンは、男子14チーム、女子11チームでともに1部のみのリーグで構成される（2部リーグに相当する下位リーグはチャレンジ・ディビジョンだが、昇降格制度はない）。

## 歴史

### 日本リーグ開幕 1970年代
全日本実業団ハンドボール選手権は1974年から開催地を転々するサーキット方式の「日本実業団リーグ」として開催されていたが、1975年に全日本実業団ハンドボール連盟が「日本リーグ」への改称を検討。同年10月には準備委員会（日本ハンドボール協会・全日本実業団ハンドボール連盟）が開かれ、全日本実連側が男女各8チームの春・秋2回戦総当たりで行うことを説明。日本協会・全日本実連の共催として全国代議員会へ提案することが決まった。しかし、11月の日本協会月例常務理事会で荒川清美理事長が「日本実業団リーグを日本リーグと改称するだけでは、前向きの検討にはならない」と不満を表し、日本協会側で再検討されることになった。その後12月の月例常務理事会で「日本リーグ基本構想」を全国代議員会や理事会へ提案することが決まった。「日本リーグ」は日本協会の新事業として発足することも決定。加盟チームについては日本協会が定めるランキングによって候補をノミネート（男子77チーム、女子70チーム。いずれも延べ数）し、加盟意思のあるチームを最高8チームまで選出。ノミネートは荒川理事長の「日本リーグは全国関係者の支持によって実施されなければならない」という考えによって、実業団以外にも学生チームや教職員チームも候補となったが、学生勢は「学業との両立」や「財政面」などの理由から全校不参加となった。
1976年3月から加盟候補チームの手続きが行われ、同年9月4日の開幕予定や1回総当たりで行うことが決定。4月15日に加盟申し込みが締め切られ、男子10チーム、女子9チームがエントリーした。そのうち男子は7チーム（大同製鋼、湧永薬品、本田技研鈴鹿、大阪イーグルス、三景、大崎電気、三陽商会）、女子も7チーム（日本ビクター、立石電機、ブラザー工業、東京重機工業、大崎電気、東北ムネカタ、日立栃木）の加盟が決定。残りの1枠は男子が3チーム（日新製鋼呉、トヨタ車体、神戸製鋼）、女子は2チーム（ジャスコ、大和銀行）で第8チーム決定戦が行われ、男子は日新製鋼呉、女子はジャスコが日本リーグ入りを決めた。また、運営委員会の委員長に日本協会の徳永陸繁が選出された。
1976年9月4日に日本ハンドボールリーグ開幕。4節10日間の男女各28試合が行われ、男子は大同特殊鋼、女子は立石電機が優勝。リーグ終了後に行われた運営委員会で第2回リーグの試合方式（2回総当たり）や、1976年度の「2部大会」の実施が決定された。2部大会の上位2チームが日本リーグの下位2チームと入れ替え戦を行う予定だったが、エントリーが男子は三菱レイヨン大竹、神戸製鋼の2チーム、女子は大和銀行のみにとどまったため、2部大会の開催を中止し、そのまま入れ替え戦を行うこととなった。リーグ側は7位の日新製鋼呉と8位の三陽商会が参加。女子は8位の東北ムネカタが参加した。男子の結果は日新製鋼呉がリーグ残留、三陽商会が降格し、三菱レイヨン大竹のリーグ加盟が決定。女子は大和銀行が東北ムネカタに勝利し、リーグ加盟を決めた。
1977-78年シーズン終了後の入れ替え戦では、男子7位・日新製鋼呉の残留が決定。8位の三菱レイヨン大竹が公式戦を辞退したため、三陽商会が2年ぶりに復帰を果たした。女子は7位・東京重機と8位・大和銀行が降格し、東北ムネカタと北國銀行のリーグ入りが決まった。
1978-79年シーズンの入れ替え戦は女子8位の北國銀行が残留。7位の東北ムネカタが降格し、大和銀行の復帰が決まった。また、運営委員長の徳永陸繁が任期満了に伴い退任し、後任に安藤純光が就任した。

### 2部リーグ開幕 1980年代
1979-80年シーズンは男子が6チームに縮小。女子は1回総当たりへ変更された。この年から2部リーグ（アダルト・リーグ）が発足され、男子は前シーズン下位2チームの大崎電気と三景が加わったほか、自衛隊勝田、セントラル自動車、トヨタ車体、日鉄建材の計6チームが参加。女子は入れ替え戦で降格したムネカタのほか、東京重機工業と和歌山県商工信用組合の3チームが参加した。シーズン終了後の入れ替え戦では、男子は1部5位の大阪イーグルス、6位の三陽商会がそれぞれ残留を決めた。女子は1部7位の北國銀行が残留。1部8位の大和銀行が2部へ降格し、2部1位の東京重機が3年ぶりの昇格を果たした。
1980-81年シーズンは男女ともに1回総当たりへ変更。女子1部の日本ビクターはリーグ初となる女性監督に池田二三恵が就任した。シーズン終了後の入れ替え戦では、男子は1部5位の大阪イーグルス、同6位の三陽商会が前年に引き続き残留。女子は1部7位の北國銀行が残留を決めたが、同8位の東京重機の降格が決まり、2部1位のムネカタが1部へ昇格した。1981年4月の役員改選で安藤純光委員長の留任が決定。
1981-82年シーズンから男子2回総当たり、女子1回総当たりへ変更。2部リーグに中村荷役運輸と大阪ガスが加盟した。1982年1月には初のオールスターゲームとなる「第1回日本リーグオールスターゲーム・男女東西対抗戦」が行われた。入れ替え戦では男子6位の三陽商会が2部へ降格し、2部1位の大崎電気が4年ぶりに1部へ復帰。女子は1部8位のムネカタが2部へ降格し、2部1位の大和銀行が1部へ昇格した。また、男子2部の自衛隊勝田が「チームの補強ができず、日本リーグで戦うチーム力がない」との理由で、このシーズン限りで離脱。
1982-83年シーズンは女子1部の立石電機にリーグ初の欧州出身選手となる、ユーゴスラビアのカティツア・イレシュとドルベェニャク・ベリツアが加入。入れ替え戦では男子1部の大阪イーグルスが2部へ降格、2部1位の三陽商会が1部復帰を果たした。このシーズン限りで男子2部のセントラル自動車がリーグを脱退した。
1983-84年シーズンは男子2部にトヨタ自動車と本田技研熊本が加入。シーズン終了後に女子1部の8位・北國銀行が2部へ降格し、2部1位の東京重機が1部へ昇格した。
1985-86年シーズンは男女ともに2回総当たりへ変更。女子は6チームへ縮小され、前シーズンの1部下位2チームである東京重機とブラザー工業が2部へ降格した。女子2部にはシャトレーゼ、ソニー国分が参入。開幕当日の深夜に大同特殊鋼の選手2名が暴行事件によって逮捕されたため、大同特殊鋼がリーグ途中の2日目で棄権。シーズン終了後に大同特殊鋼の2部降格が決まり、2部1位の三景が1部への自動昇格が決まった。
1986-87年シーズン終了後の入れ替え戦で男子1部5位の三陽商会、同6位の三景が2部へ降格。2部1位の大同特殊鋼と同2位のトヨタ自動車が1部へ昇格した。
1987-88年シーズンはソウルオリンピックのアジア予選が開催されたため、日程が大幅に変更された。前期リーグが中止となり、1987年9月に代替大会として1部・2部混成の第1回JHLカップが開催。リーグ戦は1988年1月に開幕され、男女1回総当たりへ変更された。同シーズンは男子2部に豊田自動織機が新たに加入。シーズン終了後の入れ替え戦では、男子1部5位の大同特殊鋼が残留を決めたが、同6位のトヨタ自動車が2部へ降格、2部1位の三陽商会が2年ぶりの1部復帰を決めた。女子は1部5位の日立栃木が残留。同6位のジャスコが2部へ降格し、2部1位のシャトレーゼが1部へ昇格した。
1988-89年シーズンは2回総当たりで運営された。入れ替え戦では女子6位の日立栃木が2部へ降格し、2部1位のジャスコが1部復帰を果たした。同シーズン限りで男子2部7位の大阪ガスと8位の日鉄建材がリーグを離脱。
1989-90年シーズンから男子2部に日本電装と竹芝精巧が加入。入れ替え戦では女子1部5位のジャスコが2部へ降格。2部2位の北國銀行が7年ぶりに1部へ昇格した。

### プレーオフ導入・経済不況でチーム減少 1990年代
1990-91年シーズンはリーグ再編で男子2部1位の中村荷役運輸と同2位のトヨタ自動車が1部へ自動昇格。2部には日鉄建材と大阪ガスが復帰した。シーズン終了後、女子1部6位の日本ビクターが休部し、2部1位の日立栃木が1部へ昇格。男子は入れ替え戦で1部8位のトヨタ自動車が1年で降格し、2部1位の三景が1部へ昇格した。
1991-92年シーズンの入れ替え戦では男子1部8位の三景が2部へ降格し、2部1位のトヨタ自動車が1年で1部復帰を果たした。女子は1部6位の日立栃木が2部へ降格し、2部1位のジャスコが1部へ昇格。男子2部の日鉄建材が再びリーグを離脱した。
1992-93年シーズンからプレーオフ（ステップラダー方式）を採用。女子2部に日本ビクターが復帰。男子2部には北陸電力が加入した。入れ替え戦では男子8位のトヨタ自動車が2部へ降格し、2部1位のトヨタ車体が初昇格を果たした。女子は1部5位の大和銀行と同6位の大崎電気が2部へ降格し、2部1位の日立栃木と同2位のブラザー工業が1部へ昇格した。
1993-94年シーズンの入れ替え戦で、男子1部8位のトヨタ車体が1年で2部へ降格。2部1位の本田技研熊本が1部へ初昇格した。女子は1部6位のブラザー工業が2部へ降格し、2部3位のJUKI（東京重機）が1部へ昇格。同シーズン限りで女子2部の日本ビクターが活動休止のため離脱、男子2部の竹芝精巧がセレクションマッチ2位の徳山曹達（トクヤマ）に敗れ、リーグを離脱した。
1994-95年シーズンから女子のリーグ再編により、前年2部1位の大崎電気と同2位の大和銀行が1部へ昇格した。男子2部にトクヤマ、女子2部にイズミが参加。同シーズンの入れ替え戦では男子1部8位の本田技研熊本が1年で2部へ降格。日本電装が昇格した。女子は1部7位のジャスコが2部へ降格。同8位のJUKIは活動規模の縮小のためリーグから撤退を発表。2部1位のイズミ、同2位のブラザー工業が昇格した。
1995-96年シーズンは女子2部に立山アルミが加入。入れ替え戦では1部8位の日本電装が2部へ降格。2部1位のトヨタ車体が1部へ昇格した。女子は1部7位の大和銀行と同8位のブラザー工業が2部へ降格。2部1位の立山アルミと同2位のジャスコが1部へ昇格した。男子2部の豊田自動織機が同シーズン限りで撤退。
1996-97年シーズンは男子2部にアラコ九州が参入。入れ替え戦では1部8位のトヨタ車体が再び1年で2部へ降格。2部1位の北陸電力が1部へ昇格した。女子は1部8位のシャトレーゼが2部へ降格し、2部1位の大和銀行が1部へ昇格。8年ぶりにセレクションマッチが行われ、2部8位の大阪ガスが離脱。次シーズンからケー・エフ・シーが参入することとなった。
1997-98年シーズンの入れ替え戦では男子1部8位の北陸電力が2部へ降格、2部1位のトヨタ車体が1部へ昇格した。女子は1部8位のジャスコが2部へ降格。2部1位のシャトレーゼが1部に復帰した。
1998-99年シーズンは男子2部に日鉄建材工業と大阪ガスが復帰。同シーズン限りで男子1部の中村荷役と日新製鋼、2部の三景、日鉄建材工業、ケー・エフ・シーが離脱し、2部の西地区1位の本田技研熊本と東地区1位のデンソーが1部へ自動昇格。女子は2部リーグの廃止が決まり、2部の全4チーム（ソニー国分、ブラザー工業、ムネカタ、ジャスコ）が1部へ自動昇格となった。
1999-00年シーズン限りで女子のOSAKI OSOL、大和銀行、ジャスコが離脱。

### 2000年代
2000-01年シーズンは男子2部に豊田合成が参入。同シーズン限りで1部の三陽商会とデンソーが離脱。2部1位の北陸電力と同2位のアラコ九州が1部へ自動昇格した。
2001-02年シーズンから男子2部にインテックス21が復帰、クラブチームのHC東京が新規参入した。入れ替え戦では1部8位の北陸電力が2部へ降格、2部1位のHC東京が1部へ昇格した。同シーズン限りで日立栃木、立山アルミ、ムネカタが離脱。
2002-03年シーズン限りで男子2部のインテックス21とトクヤマが離脱。
2003-04年シーズン終了後、リーグ再編で男子1部8位のHC東京が2部へ降格。女子のシャトレーゼが同シーズン限りで離脱した。
2004-05年シーズン限りで男子2部の大阪ガスが離脱。
2005-06年シーズンで男子2部リーグが廃止。男子2部全3チーム（豊田合成、北陸電力、トヨタ自動車）が1部へ自動昇格。
2006-07年シーズンから女子に三重花菖蒲が参入。同シーズン限りで男子のホンダ熊本が離脱。
2008-09年シーズンから男子に琉球コラソンが参入。同シーズン限りで男子のHondaとトヨタ自動車が離脱。

### 2010年代
2012-13年シーズンから男子にトヨタ自動車東日本が参入。
2013-14年シーズンから女子に飛騨高山ブラックブルズ岐阜が参入。
2017-18年シーズンから女子に大阪ラヴィッツとプレステージ・インターナショナル アランマーレが参入。
2019-20年シーズンから男子にゴールデンウルヴス福岡が参入。

### 2020年代
2020-21年シーズンから男子にジークスター東京が参入。
2021年4月に一般社団法人化され、併せて代表理事に元Bリーグ執行役員の葦原一正が就任。
2021-22シーズンから女子にザ・テラスホテルズが参入。
2022-23シーズンから男子にアースフレンズBMが、女子に香川銀行シラソルが参入。
2021年12月20日、2024年開幕のプロリーグ構想を発表。2022年10月21日、新プロリーグに男女各9チーム（計18チーム）が内定したことを発表したものの、翌年3月15日新リーグ運営を見直し、現行のすべてのチームが参入することになり、新リーグ移行は事実上とん挫した。2023年10月には、翌24年9月から計画されていた新リーグ移行に対して、時期についてはこだわらない姿勢を示した。
2023-24シーズンから男子に富山ドリームスが参入
2024-25シーズンよりリーグ名を「リーグH」とする。アルバモス大阪が新規加盟。同様に申請していた「堺 LIASON OSAKA」は認められなかった。

## 試合期間
日本代表チームの活動期間中、または国民体育大会ハンドボール競技（国体）、日本ハンドボール選手権大会が開かれる間、リーグは開催されない。そのため、試合期間は毎年異なり、また中断期間も発生する

## 試合方式
レギュラーリーグ（予選）は総当り制で開かれ、リーグ戦の成績上位チームによって順位決定トーナメント（プレーオフ）が行われる（男女とも）。
レギュラーリーグ（予選）
- 男子は14チームで、2回戦総当り制のリーグ戦を行う。上位6チームがプレーオフ進出。
- 女子は11チームで、3回戦総当り制のリーグ戦を行う。上位5チームがプレーオフ進出。
- 予選リーグの勝ち点配分は、勝利 2点、引き分け 1点、敗戦 0点とする。

順位決定トーナメント（プレーオフ）
- 予選上位がシード付きノックアウト方式の順位決定トーナメント戦に進み、上位2チームが準決勝にシードされる。
  - 2023-24シーズンまでは予選上位4チームがステップラダー方式の順位決定トーナメント戦で優勝を争っていた。そのため、4位と3位のチームは連続して3勝、2位のチームは連続して2勝、1位のチームは1勝で優勝となる。
- 正規の競技時間（30分ハーフ）で勝敗が決定しない場合、
  - 1stステージは延長を行わず、レギュラーシーズン上位チームの勝利。
  - 2ndステージ、FINALは第1延長（5分ハーフ）を行う。第1延長で勝敗が決定しない場合、
    - 2ndステージは7mスローコンテストで勝敗を決定する。
    - FINALは第2延長（5分ハーフ）を行い、それでも勝敗が決定しない場合は、7mスローコンテストで勝敗を決定する。[57]

## 役員一覧
2025年
| 役職     | 氏名       |                                                                            |
| -------- | ---------- | -------------------------------------------------------------------------- |
| 理事長   | 中村和哉   | 北國銀行エグゼクティブアドバイザー 公益財団法人日本ハンドボール協会 副会長 |
| 専務理事 | 壹貫田剛史 | 合同会社エデュキュル 代表社員                                              |
| 理事     | 荒木香織   | 株式会社CORAZON チーフコンサルタント                                       |
| 理事     | 大賀智也   | ジークスタースポーツエンターテインメント株式会社 オーナー                  |
| 理事     | 大山加奈   | 元バレーボール日本代表                                                     |
| 理事     | 岡正規     | 豊田合成株式会社 アドバイザー                                              |
| 理事     | 勝田祥子   | 熊本ビューストピンディーズ GM                                              |
| 理事     | 鈴木万紀子 | 株式会社カノアクルー 代表取締役                                            |
| 理事     | 砂川浩慶   | 立教大学社会学部長・教授                                                   |
| 理事     | 髙田春奈   | 株式会社エスプリングホールディングス 代表取締役社長                        |
| 理事     | 宮本英範   | 公益財団法人日本ハンドボール協会 専務理事                                  |
| 監事     | 林いづみ   | 桜坂法律事務所パートナー                                                   |
| 監事     | 中村友理香 | 中村公認会計士事務所 副所長                                                |

## 参加チーム

### 現在の参加チーム
2025-26 リーグH

#### 男子リーグ
| チーム名                           | 愛称             | 創設年 | 加盟年 | 所在地           | 監督               | 備考                                                             |
| ---------------------------------- | ---------------- | ------ | ------ | ---------------- | ------------------ | ---------------------------------------------------------------- |
| トヨタ自動車東日本レガロッソ宮城   | レガロッソ       | 1966年 | 2012年 | 宮城県大衡村     | 阿部直人           |                                                                  |
| 大崎オーソル埼玉                   | オーソル         | 1960年 | 1976年 | 埼玉県三芳町     | 小澤広太           |                                                                  |
| ジークスター東京                   | ジークスター     | 2020年 | 2020年 | 東京都品川区     | 佐藤智仁           |                                                                  |
| アースフレンズBM東京・神奈川       | アースフレンズ   | 2021年 | 2022年 | 東京都大田区     | 梶原晃 (代行)      |                                                                  |
| 富山ドリームス                     | ドリームス       | 2022年 | 2023年 | 富山県氷見市     | 大房和雄           |                                                                  |
| 福井永平寺ブルーサンダー           | ブルーサンダー   | 2023年 | 2023年 | 福井県永平寺町   | 酒巻清治           |                                                                  |
| 大同フェニックス東海               | フェニックス     | 1964年 | 1976年 | 愛知県名古屋市   | 末松誠             |                                                                  |
| ブレイヴキングス刈谷               | ブレイヴキングス | 1967年 | 2000年 | 愛知県刈谷市     | ラース・ウェルダー |                                                                  |
| 豊田合成ブルーファルコン名古屋     | ブルーファルコン | 1975年 | 2000年 | 愛知県清須市     | 田中茂             |                                                                  |
| 堺リエゾン                         | リエゾン         | 2021年 | 2026年 | 大阪府堺市       | 玉村健次           | 2025-26年はカップ戦のみ参加、2026-27年からレギュラーシーズン参加 |
| アルバモス大阪高石                 | アルバモス       | 2023年 | 2024年 | 大阪府高石市     | 銘苅淳             |                                                                  |
| 安芸高田わくながハンドボールクラブ | わくなが         | 1969年 | 1976年 | 広島県安芸高田市 | 稲毛隆人           |                                                                  |
| ゴールデンウルヴス福岡             | ウルヴス         | 2019年 | 2019年 | 福岡県大野城市   | 國分晴貴           |                                                                  |
| レッドトルネード佐賀               | レッドトルネード | 1992年 | 1996年 | 佐賀県神埼市     | 岩本真典           |                                                                  |
| 琉球コラソン                       | コラソン         | 2007年 | 2008年 | 沖縄県浦添市     | 黒島宣昭           |                                                                  |

#### 女子リーグ
| チーム名                          | 愛称           | 創設年 | 加盟年 | 所在地         | 監督       |
| --------------------------------- | -------------- | ------ | ------ | -------------- | ---------- |
| アランマーレ富山                  | アランマーレ   | 2016年 | 2017年 | 富山県射水市   | 福田丈     |
| 北國ハニービー石川                | ハニービー     | 1975年 | 1978年 | 石川県金沢市   | 河合辰弥   |
| 飛騨高山ブラックブルズ岐阜        | ブラックブルズ | 2013年 | 2013年 | 岐阜県高山市   | 伊藤寿浩   |
| HC名古屋                          | HC名古屋       | 1967年 | 1976年 | 愛知県名古屋市 |            |
| 三重バイオレットアイリス          | バイオレット   | 2002年 | 2006年 | 三重県鈴鹿市   | 黄慶泳     |
| 大阪ラヴィッツ                    | 大阪ラヴィッツ | 2016年 | 2017年 | 大阪府大阪市   |            |
| イズミメイプルレッズ広島          | メイプルレッズ | 1994年 | 1994年 | 広島県広島市   | 大前典子   |
| 香川銀行シラソル香川              | シラソル       | 1992年 | 2022年 | 香川県高松市   | 亀井好弘   |
| 熊本ビューストピンディーズ        | ビュースト     | 1974年 | 1976年 | 熊本県山鹿市   | 洪廷昊     |
| ブルーサクヤ鹿児島                | BLUE SAKUYA    | 1984年 | 1985年 | 鹿児島県霧島市 | 岸本健太   |
| ザ・テラスホテルズ ラティーダ琉球 | ラ・ティーダ   | 2017年 | 2021年 | 沖縄県那覇市   | 東長濱秀作 |

### 過去の参加チーム

#### 男子リーグ
| チーム名                                | 所在地             | 参加年 | 離脱年 |
| --------------------------------------- | ------------------ | ------ | ------ |
| Honda (本田技研、本田技研鈴鹿、ホンダ） | 三重県鈴鹿市       | 1976年 | 2008年 |
| トヨタ自動車                            | 愛知県             | 1983年 | 2008年 |
| ホンダ熊本 (本田技研熊本）              | 熊本県             | 1983年 | 2006年 |
| HC東京                                  | 東京都             | 2001年 | 2005年 |
| 三陽商会                                | 東京都             | 1976年 | 2000年 |
| デンソー (日本電装）                    | 愛知県             | 1989年 | 2000年 |
| 中村荷役 (中村荷役運輸）                | 東京都             | 1981年 | 1998年 |
| 日新製鋼 (日新製鋼呉）                  | 広島県             | 1976年 | 1998年 |
| インテックス21 (三景）                  | 東京都             | 1976年 | 2002年 |
| 大阪イーグルス                          | 大阪府             | 1976年 | 1986年 |
| 三菱レイヨン                            | 広島県             | 1977年 | 1977年 |
| 自衛隊勝田                              | 茨城県ひたちなか市 | 1979年 | 1981年 |
| 日鉄建材工業 (日鉄建材）                | 大阪府             | 1979年 | 1991年 |
| 竹芝精巧                                | 京都府八幡市       | 1989年 | 1993年 |
| トクヤマ                                | 山口県             | 1994年 | 2002年 |
| ケー・エフ・シー                        | 大阪府             | 1997年 | 1998年 |
| 北陸電力                                | 福井県             | 1992年 | 2023年 |

#### 女子リーグ
| チーム名                 | 所在地       | 参加年 | 離脱年 |
| ------------------------ | ------------ | ------ | ------ |
| シャトレーゼ             | 山梨県       | 1985年 | 2003年 |
| 日立栃木                 | 栃木県       | 1976年 | 2001年 |
| 立山アルミ               | 富山県高岡市 | 1996年 | 2001年 |
| ムネカタ (東北ムネカタ） | 福島県       | 1976年 | 2001年 |
| OSAKI OSOL (大崎電気）   | 埼玉県       | 1976年 | 1999年 |
| 大和銀行                 | 大阪府       | 1977年 | 1999年 |
| ジャスコ                 | 三重県       | 1976年 | 1999年 |
| JUKI (東京重機）         | 東京都       | 1976年 | 1994年 |
| 日本ビクター             | 茨城県       | 1976年 | 1990年 |
| 和歌山県信               | 和歌山県     | 1979年 | 1980年 |

### 参加チーム変遷

#### 男子
| 年度    | 1部 | 2部 | その他                                                                                  | 試合方式      |
| ------- | --- | --- | --------------------------------------------------------------------------------------- | ------------- |
| 1976-77 | 大崎電気 (参入） 大同特殊鋼（参入） 湧永薬品（参入） 本田技研鈴鹿（参入） 三陽商会（参入） 日新製鋼呉（参入） 三景（参入） 大阪イーグルス（参入） | |                                                                                         | 1回戦総当たり |
| 1977-78 | 三菱レイヨン（昇格） | 三陽商会（降格）                                                                                              | 2回戦総当たり                                                                           |               |
| 1978-79 | 三陽商会（昇格） | 三菱レイヨン（降格）                                                                                          | 2回戦総当たり                                                                           |               |
| 1979-80 | | 大崎電気（降格） 三景（降格） トヨタ車体（参入） 自衛隊勝田（参入） セントラル自動車（参入） 日鉄建材（参入） | 2回戦総当たり                                                                           |               |
| 1980-81 | 変更なし | 変更なし | 変更なし                                                                                | 1回戦総当たり |
| 1981-82 | | 中村荷役運輸 (参入) 大阪ガス (参入)                                                                           |                                                                                         | 2回戦総当たり |
| 1982-83 | 大崎電気 (昇格) | 三陽商会 (降格)                                                                                               |                                                                                         | 2回戦総当たり |
| 1983-84 | 三陽商会 (昇格) | 大阪イーグルス (降格) トヨタ自動車 (参入) 本田技研熊本 (参入)                                                 | セントラル自動車 (離脱)                                                                 | 2回戦総当たり |
| 1984-85 | 変更なし | 変更なし | 変更なし                                                                                | 1回戦総当たり |
| 1985-86 | 変更なし | 変更なし | 変更なし                                                                                | 2回戦総当たり |
| 1986-87 | 三景 (自動昇格) | 大同特殊鋼 (降格)                                                                                             |                                                                                         | 2回戦総当たり |
| 1987-88 | 大同特殊鋼 (昇格) トヨタ自動車 (昇格) | 三陽商会 (降格) 三景 (降格) 豊田自動織機 (参入)                                                               | 大阪イーグルス (離脱)                                                                   | 1回戦総当たり |
| 1988-89 | 三陽商会 (昇格) | トヨタ自動車 (降格)                                                                                           |                                                                                         | 2回戦総当たり |
| 1989-90 | | 日本電装 (参入) 竹芝精巧 (参入)                                                                               | 日鉄建材 (離脱) 大阪ガス (離脱)                                                         | 2回戦総当たり |
| 1990-91 | トヨタ自動車 (自動昇格) 中村荷役運輸 (自動昇格)                                                                                                   | 日鉄建材 (復帰) 大阪ガス (復帰)                                                                               |                                                                                         | 2回戦総当たり |
| 1991-92 | 三景 (昇格) | トヨタ自動車 (降格)                                                                                           |                                                                                         | 2回戦総当たり |
| 1992-93 | トヨタ自動車 (昇格) | 三景 (降格) 北陸電力 (参入)                                                                                   | 日鉄建材 (離脱)                                                                         | 2回戦総当たり |
| 1993-94 | トヨタ車体 (昇格) | トヨタ自動車 (降格)                                                                                           |                                                                                         | 2回戦総当たり |
| 1994-95 | 本田技研熊本 (昇格) | トヨタ車体 (降格) トクヤマ (参入)                                                                             | 竹芝精巧 (離脱)                                                                         | 2回戦総当たり |
| 1995-96 | 日本電装 (昇格) | 本田技研熊本 (降格)                                                                                           |                                                                                         | 2回戦総当たり |
| 1996-97 | トヨタ車体 (昇格) | デンソー (降格) アラコ九州 (参入)                                                                             | 豊田自動織機 (離脱)                                                                     | 2回戦総当たり |
| 1997-98 | 北陸電力 (昇格) | トヨタ車体 (降格) ケー・エフ・シー (参入)                                                                     | 大阪ガス (離脱)                                                                         | 2回戦総当たり |
| 1998-99 | トヨタ車体 (昇格) | 北陸電力 (降格) 日鉄建材工業 (復帰) 大阪ガス (復帰)                                                           |                                                                                         | 2回戦総当たり |
| 1999-00 | 本田技研熊本 (自動昇格) デンソー (自動昇格) | | 中村荷役 (離脱) 日新製鋼 (離脱) 三景 (離脱) 日鉄建材工業 (離脱) ケー・エフ・シー (離脱) | 2回戦総当たり |
| 2000-01 | | 豊田合成 (参入)                                                                                               |                                                                                         | 2回戦総当たり |
| 2001-02 | 北陸電力 (自動昇格) アラコ九州 (自動昇格) | インテックス21 (復帰) HC東京 (参入)                                                                           | 三陽商会 (離脱) デンソー (離脱)                                                         | 2回戦総当たり |
| 2002-03 | HC東京 (昇格) | 北陸電力 (降格)                                                                                               |                                                                                         | 3回戦総当たり |
| 2003-04 | | | インテックス21 (離脱) トクヤマ (離脱)                                                   | 2回戦総当たり |
| 2004-05 | | HC東京 (降格)                                                                                                 |                                                                                         | 3回戦総当たり |
| 2005-06 | | | 大阪ガス (離脱)                                                                         | 3回戦総当たり |
| 2006-07 | 豊田合成 (自動昇格) 北陸電力 (自動昇格) トヨタ自動車 (自動昇格)                                                                                   | |                                                                                         | 2回戦総当たり |
| 2007-08 | | ホンダ熊本 (離脱)                                                                                             |                                                                                         | 2回戦総当たり |
| 2008-09 | 琉球コラソン (参入) | |                                                                                         | 2回戦総当たり |
| 2009-10 | | Honda (離脱) トヨタ自動車 (離脱)                                                                              |                                                                                         | 2回戦総当たり |
| 2010-11 | 変更なし | |                                                                                         | 2回戦総当たり |
| 2011-12 | 変更なし | |                                                                                         | 2回戦総当たり |
| 2012-13 | トヨタ自動車東日本 (参入) | |                                                                                         | 2回戦総当たり |
| 2013-14 | 変更なし | |                                                                                         | 2回戦総当たり |
| 2014-15 | 変更なし | |                                                                                         | 2回戦総当たり |
| 2015-16 | 変更なし | |                                                                                         | 2回戦総当たり |
| 2016-17 | 変更なし | |                                                                                         | 2回戦総当たり |
| 2017-18 | 変更なし | | 3回戦総当たり                                                                           |               |
| 2018-19 | 変更なし | | 3回戦総当たり                                                                           |               |
| 2019-20 | ゴールデンウルヴス福岡 (参入) | | 3回戦総当たり                                                                           |               |
| 2020-21 | ジークスター東京 (参入) | | 2回戦総当たり                                                                           |               |
| 2021-22 | 変更なし | | 2回戦総当たり                                                                           |               |
| 2022-23 | アースフレンズBM（参入） | | 2回戦総当たり                                                                           |               |
| 2023-24 | 富山ドリームス（参入） | | 2回戦総当たり                                                                           |               |
| 2024-25 | アルバモス大阪 (参入) | | 2回戦総当たり                                                                           |               |
| 2025-26 | 変更なし | | 2回戦総当たり                                                                           |               |
| 2026-27 | 堺リエゾン (参入) | |                                                                                         |               |

#### 女子
| 年度    | 1部 | 2部                                                                               | その他              | 試合方式      |
| ------- | --- | --------------------------------------------------------------------------------- | ------------------- | ------------- |
| 1976-77 | 立石電機 (参入) ブラザー工業 (参入) 日立栃木 (参入) 東北ムネカタ (参入) 大崎電気 (参入) ジャスコ (参入) 東京重機 (参入) 日本ビクター (参入) |                                                                                   |                     | 1回戦総当たり |
| 1977-78 | 大和銀行 (昇格) | 東北ムネカタ (降格)                                                               | 2回戦総当たり       |               |
| 1978-79 | 北國銀行 (昇格) ムネカタ (昇格) | 大和銀行 (降格) 東京重機 (降格)                                                   | 2回戦総当たり       |               |
| 1979-80 | 大和銀行 (昇格) | ムネカタ (降格) 東京重機 (復帰) 和歌山県信 (参入)                                 |                     | 1回戦総当たり |
| 1980-81 | 東京重機 (昇格) | 大和銀行 (降格)                                                                   |                     | 1回戦総当たり |
| 1981-82 | ムネカタ (昇格) | 東京重機 (降格)                                                                   | 和歌山県信 (離脱)   | 1回戦総当たり |
| 1982-83 | 大和銀行 (昇格) | ムネカタ (降格)                                                                   |                     | 1回戦総当たり |
| 1983-84 | 変更なし | 変更なし                                                                          | 変更なし            | 1回戦総当たり |
| 1984-85 | 東京重機 (昇格) | 北國銀行 (降格)                                                                   |                     | 1回戦総当たり |
| 1985-86 | | ブラザー工業 (自動降格) 東京重機 (自動降格) シャトレーゼ (参入) ソニー国分 (参入) |                     | 2回戦総当たり |
| 1986-87 | 変更なし | 変更なし                                                                          | 変更なし            | 2回戦総当たり |
| 1987-88 | 変更なし | 変更なし                                                                          | 変更なし            | 1回戦総当たり |
| 1988-89 | シャトレーゼ (昇格) | ジャスコ (降格)                                                                   |                     | 2回戦総当たり |
| 1989-90 | ジャスコ (昇格) | 日立栃木 (降格)                                                                   |                     | 2回戦総当たり |
| 1990-91 | 北國銀行 (昇格) | ジャスコ (降格)                                                                   |                     | 2回戦総当たり |
| 1991-92 | 日立栃木 (自動昇格) |                                                                                   | 日本ビクター (離脱) | 2回戦総当たり |
| 1992-93 | ジャスコ (昇格) | 日立栃木 (降格) 日本ビクター (復帰)                                               |                     | 2回戦総当たり |
| 1993-94 | ブラザー工業 (昇格) 日立栃木 (昇格) | 大崎電気 (降格) 大和銀行 (降格)                                                   |                     | 2回戦総当たり |
| 1994-95 | 大崎電気 (自動昇格) 大和銀行 (自動昇格) JUKI (昇格)                                                                                         | ブラザー工業 (降格) イズミ (参入)                                                 | 日本ビクター (離脱) | 2回戦総当たり |
| 1995-96 | イズミ (昇格) ブラザー工業 (昇格) | ジャスコ (降格) 立山アルミ (参入)                                                 | JUKI (離脱)         | 2回戦総当たり |
| 1996-97 | 立山アルミ (昇格) ジャスコ (昇格) | ブラザー工業 (降格) 大和銀行 (降格)                                               |                     | 2回戦総当たり |
| 1997-98 | 大和銀行 (昇格) | シャトレーゼ (降格)                                                               |                     | 2回戦総当たり |
| 1998-99 | シャトレーゼ (昇格) | ジャスコ (降格)                                                                   |                     | 2回戦総当たり |
| 1999-00 | ソニー国分 (自動昇格) ブラザー工業 (自動昇格) ムネカタ (自動昇格) ジャスコ (自動昇格)                                                       |                                                                                   |                     | 1回戦総当たり |
| 2000-01 | | OSAKI OSOL (離脱) 大和銀行 (離脱) ジャスコ (離脱)                                 | 2回戦総当たり       |               |
| 2001-02 | 変更なし |                                                                                   | 2回戦総当たり       |               |
| 2002-03 | | 日立栃木 (離脱) 立山アルミ (離脱) ムネカタ (離脱)                                 | 3回戦総当たり       |               |
| 2003-04 | 変更なし |                                                                                   | 3回戦総当たり       |               |
| 2004-05 | | シャトレーゼ (離脱)                                                               | 3回戦総当たり       |               |
| 2005-06 | 変更なし |                                                                                   | 3回戦総当たり       |               |
| 2006-07 | 三重花菖蒲 (参入) |                                                                                   | 3回戦総当たり       |               |
| 2007-08 | 変更なし |                                                                                   | 3回戦総当たり       |               |
| 2008-09 | 変更なし |                                                                                   | 3回戦総当たり       |               |
| 2009-10 | 変更なし |                                                                                   | 3回戦総当たり       |               |
| 2010-11 | 変更なし |                                                                                   | 3回戦総当たり       |               |
| 2011-12 | 変更なし |                                                                                   | 3回戦総当たり       |               |
| 2012-13 | 変更なし |                                                                                   | 3回戦総当たり       |               |
| 2013-14 | 飛騨高山ブラックブルズ岐阜 (参入) |                                                                                   | 3回戦総当たり       |               |
| 2014-15 | 変更なし |                                                                                   | 3回戦総当たり       |               |
| 2015-16 | 変更なし |                                                                                   | 2回戦総当たり       |               |
| 2016-17 | 変更なし |                                                                                   | 3回戦総当たり       |               |
| 2017-18 | 大阪ラヴィッツ (参入) プレステージ・インターナショナル アランマーレ (参入)                                                                  |                                                                                   | 3回戦総当たり       |               |
| 2018-19 | 変更なし |                                                                                   | 3回戦総当たり       |               |
| 2019-20 | 変更なし |                                                                                   | 2回戦総当たり       |               |
| 2020-21 | 変更なし |                                                                                   | 2回戦総当たり       |               |
| 2021-22 | ザ・テラスホテルズ (参入) |                                                                                   | 2回戦総当たり       |               |
| 2022-23 | 香川銀行シラソル（参入） |                                                                                   | 2回戦総当たり       |               |
| 2023-24 | 変更なし |                                                                                   | 2回戦総当たり       |               |

## スポンサー
2025-26年シーズン。
| スポンサー                     | 会社                |
| ------------------------------ | ------------------- |
| シーズンパートナー             | セレスポ            |
| シーズンパートナー             | ヒュンメル          |
| シーズンパートナー             | TREホールディングス |
| シーズンパートナー             | ほっともっと        |
| オフィシャルスポンサー         | モルテン            |
| オフィシャルスポンサー         | ユニマットライフ    |
| オフィシャルスポンサー         | TAKARA              |
| オフィシャルチケットパートナー | teket               |
| オフィシャルサプライヤー       | アマナ              |

## 歴代優勝チーム
日本リーグ
| 年度   | 回 | 男子1部      | 男子2部        | 女子1部                  | 女子2部      |
| ------ | -- | ------------ | -------------- | ------------------------ | ------------ |
| 1976年 | 1  | 大同特殊鋼   | ---            | 立石電機                 | ---          |
| 1977年 | 2  | 湧永薬品     | ---            | 日本ビクター             | ---          |
| 1978年 | 3  | 大同特殊鋼   | ---            | 日本ビクター             | ---          |
| 1979年 | 4  | 大同特殊鋼   | 大崎電気       | ジャスコ                 | 東京重機     |
| 1980年 | 5  | 大同特殊鋼   | 大崎電気       | 立石電機                 | ムネカタ     |
| 1981年 | 6  | 大同特殊鋼   | 大崎電気       | 立石電機                 | 大和銀行     |
| 1982年 | 7  | 大同特殊鋼   | 三陽商会       | 立石電機                 | 東京重機     |
| 1983年 | 8  | 湧永製薬     | 中村荷役運輸   | 立石電機                 | 東京重機     |
| 1984年 | 9  | 大同特殊鋼   | 大阪イーグルス | 大崎電気                 | ムネカタ     |
| 1985年 | 10 | 湧永製薬     | 三景           | 大崎電気                 | ブラザー工業 |
| 1986年 | 11 | 本田技研鈴鹿 | 大同特殊鋼     | 立石電機山鹿             | ブラザー工業 |
| 1987年 | 12 | 湧永製薬     | 三陽商会       | 大崎電気                 | シャトレーゼ |
| 1988年 | 13 | 本田技研鈴鹿 | トヨタ自動車   | 大崎電気                 | ジャスコ     |
| 1989年 | 14 | 湧永製薬     | 中村荷役運輸   | 大崎電気                 | 日立栃木     |
| 1990年 | 15 | 湧永製薬     | 三景           | 大崎電気                 | 日立栃木     |
| 1991年 | 16 | 大同特殊鋼   | トヨタ自動車   | 大崎電気                 | ジャスコ     |
| 1992年 | 17 | 湧永製薬     | トヨタ車体     | オムロン                 | 日立栃木     |
| 1993年 | 18 | 日新製鋼     | 本田技研熊本   | オムロン                 | 大崎電気     |
| 1994年 | 19 | 中村荷役     | 日本電装       | 大崎電気                 | イズミ       |
| 1995年 | 20 | 中村荷役     | トヨタ車体     | オムロン                 | 立山アルミ   |
| 1996年 | 21 | 大同特殊鋼   | 北陸銀行       | イズミ                   | 大和銀行     |
| 1997年 | 22 | 湧永製薬     | トヨタ車体     | オムロン                 | シャトレーゼ |
| 1998年 | 23 | 本田技研     | 本田技研熊本   | イズミ                   | ブラザー工業 |
| 1999年 | 24 | 本田技研     | アラコ九州     | イズミ                   | ---          |
| 2000年 | 25 | 本田技研     | 北陸電力       | イズミ                   | ---          |
| 2001年 | 26 | 本田技研     | HC東京         | 広島メイプルレッズ       | ---          |
| 2002年 | 27 | ホンダ       | 北陸電力       | 広島メイプルレッズ       | ---          |
| 2003年 | 28 | ホンダ       | 北陸電力       | 広島メイプルレッズ       | ---          |
| 2004年 | 29 | 大崎電気     | 北陸電力       | 広島メイプルレッズ       | ---          |
| 2005年 | 30 | 大同特殊鋼   | 北陸電力       | オムロン                 | ---          |
| 2006年 | 31 | 大同特殊鋼   | ---            | オムロン                 | ---          |
| 2007年 | 32 | 大同特殊鋼   | ---            | オムロン                 | ---          |
| 2008年 | 33 | 大同特殊鋼   | ---            | オムロン                 | ---          |
| 2009年 | 34 | 大同特殊鋼   | ---            | ソニーセミコンダクタ九州 | ---          |
| 2010年 | 35 | 大崎電気     | ---            | 北國銀行                 | ---          |
| 2011年 | 36 | 大同特殊鋼   | ---            | オムロン                 | ---          |
| 2012年 | 37 | 大同特殊鋼   | ---            | オムロン                 | ---          |
| 2013年 | 38 | 大同特殊鋼   | ---            | オムロン                 | ---          |
| 2014年 | 39 | 大同特殊鋼   | ---            | 北國銀行                 | ---          |
| 2015年 | 40 | 大崎電気     | ---            | 北國銀行                 | ---          |
| 2016年 | 41 | 大崎電気     | ---            | 北國銀行                 | ---          |
| 2017年 | 42 | 大崎電気     | ---            | 北國銀行                 | ---          |
| 2018年 | 43 | トヨタ車体   | ---            | 北國銀行                 | ---          |
| 2019年 | 44 | 大崎電気     | ---            | 北國銀行                 | ---          |
| 2020年 | 45 | 豊田合成     | ---            | 北國銀行                 | ---          |
| 2021年 | 46 | 豊田合成     | ---            | 北國銀行                 | ---          |
| 2022年 | 47 | 豊田合成     | ---            | 北國銀行                 | ---          |
| 2023年 | 48 | 豊田合成     | ---            | 北國銀行                 | ---          |

リーグH
| 年度   | 男子                           | 女子               |
| ------ | ------------------------------ | ------------------ |
| 2024年 | 豊田合成ブルーファルコン名古屋 | ブルーサクヤ鹿児島 |

## 記録
第43回大会終了時。

### チーム (男子)
| 記録                              | チーム                     | 成績                              |
| --------------------------------- | -------------------------- | --------------------------------- |
| 最多優勝                          | 大同特殊鋼                 | 18回                              |
| 連続優勝                          | ホンダ                     | 6年連続 (第23回 - 第28回)         |
| フェアプレー賞                    | 湧永製薬                   | 10回                              |
| 通算最多勝利                      | 大同特殊鋼                 | 394勝 (548試合)                   |
| シーズン最多勝利                  | ホンダ                     | 21勝 (第27回・21試合)             |
| 連続勝利                          | ホンダ                     | 34試合 (第25回 - 第28回)          |
| 連続無敗                          | ホンダ                     | 46試合45勝1分 (第25回 - 第28回)   |
| シーズン内連続勝利                | ホンダ                     | 21試合 (第27回)                   |
| 通算最多敗戦                      | 北陸電力                   | 204敗 (226試合)                   |
| シーズン内連続敗戦                | HC東京                     | 18敗 (第27回)                     |
| シーズン内連続敗戦                | ホンダ熊本                 | 18敗 (第30回)                     |
| 連続無勝利                        | 北陸電力                   | 79試合 (第37回 - 第42回)          |
| 通算最多引き分け                  | 湧永製薬                   | 42分け                            |
| シーズン最多引き分け              | トヨタ紡織九州             | 5分け (第42回)                    |
| 最多連続引き分け                  | 湧永製薬                   | 3試合 (第16回)                    |
| 通算最多得点                      | 湧永製薬                   | 14,982得点 (565試合)              |
| シーズン最多得点                  | 豊田合成                   | 716得点 (第43回)                  |
| 1試合最多得点                     | トヨタ車体                 | 49得点 (第31回・対ホンダ熊本戦)   |
| 1試合最多得点                     | 大崎電気                   | 49得点 (第33回・対琉球コラソン戦) |
| 1試合最少得点                     | 三菱レイヨン               | 7得点 (第2回・対大同特殊鋼戦)     |
| 1試合両チーム最多合計得点         | トヨタ紡織九州対豊田合成戦 | 77得点 (44-33、第33回)            |
| 1試合両チーム最少合計得点         | 湧永薬品対大同特殊鋼戦     | 22得点 (11-11、第2回)             |
| 1試合両チーム最少合計得点         | 本田技研対中村荷役戦       | 22得点 (13-9、第22回)             |
| シーズン最高シュート率            | トヨタ車体                 | .668 (527/789、第39回)            |
| 通算最多フィールドゴール          | 湧永製薬                   | 13,685得点 (565試合)              |
| シーズン最多フィールドゴール      | トヨタ車体                 | 676得点 (第43回)                  |
| 1試合最多フィールドゴール         | 湧永製薬                   | 48得点 (第31回・豊田合成戦)       |
| 1試合最多フィールドゴール         | 大崎電気                   | 48得点 (第33回・対琉球コラソン戦) |
| 1試合最少フィールドゴール         | 三菱レイヨン               | 5得点 (第1回・対大同特殊鋼戦)     |
| 通算最多7mスロー得点              | 大同特殊鋼                 | 1,308得点 (548試合)               |
| シーズン最多7mスロー得点          | 湧永製薬                   | 80得点 (第27回・21試合)           |
| 1試合最多7mスロー得点             | 中村荷役運輸               | 10得点 (第15回・対湧永製薬戦)     |
| 1試合最多7mスロー得点             | トヨタ車体                 | 10得点 (第26回・対北陸電力戦)     |
| 1試合最多7mスロー得点             | 湧永製薬                   | 10得点 (第30回・対ホンダ熊本)     |
| 1試合両チーム最多合計7mスロー得点 | 大崎電気対アラコ九州戦     | 16得点 (8-8、第29回)              |
| シーズン最多7mスロー失点          | アラコ九州                 | 74失点 (第27回・21試合)           |
| 通算最多失点                      | 大崎電気                   | 13,067失点 (540試合)              |
| 1試合最少失点                     | 大同特殊鋼                 | 7失点 (第2回・対三菱レイヨン戦)   |
| 1試合最多失点                     | ホンダ熊本                 | 49失点 (第31回・対トヨタ車体戦)   |
| 1試合最多失点                     | 琉球コラソン               | 49失点 (第33回・対大崎電気戦)     |
| シーズン最多失点                  | 北陸電力                   | 715失点 (第43回・24試合)          |
| シーズン最高得失点差              | 大同特殊鋼                 | 231点 (第31回・668得点-437失点)   |
| シーズン最低得失点差              | トヨタ自動車               | -268点 (第31回・355得点-623失点)  |
| 1試合最多得失点差                 | 湧永製薬対トヨタ自動車戦   | 33点 (第31回・44-11)              |

### 個人 (男子)
| 記録                         | チーム                              | 成績                                                                         |
| ---------------------------- | ----------------------------------- | ---------------------------------------------------------------------------- |
| 得点王                       | 蒲生晴明 (大同特殊鋼)               | 6回 (第2回・第3回・第4回・第5回・第6回・第7回)                               |
| シュート率賞                 | 松本義樹 (湧永製薬)                 | 7回 (第2回・第3回・第4回・第5回・第6回・第7回・第8回)                        |
| フィールド得点賞             | 呉龍基 (中村荷役)                   | 5回 (第17回・第18回・第19回・第20回・第21回)                                 |
| 7mスロー得点賞               | 蒲生晴明 (大同特殊鋼)               | 5回 (第2回・第3回・第4回・第6回・第7回)                                      |
| ベストセブン (GK)            | 橋本行弘 (本田技研)                 | 9回 (第13回・第14回・第15回・第16回・第17回・第18回・第21回・第22回・第23回) |
| ベストセブン (CP)            | 西山清 (日新製鋼)                   | 9回 (第7回・第8回・第9回・第10回・第11回・第12回・第13回・第14回・第17回)    |
| ベストディフェンダー賞       | 富田恭介 (大同特殊鋼・トヨタ車体)   | 5回 (第31回・第32回・第36回・第37回・第38回)                                 |
| 最優秀監督賞                 | 野田清 (大同特殊鋼)                 | 4回 (第4回・第5回・第6回・第7回)                                             |
| 最優秀監督賞                 | 清水博之 (大同特殊鋼)               | 4回 (第32回・第33回・第34回・第36回)                                         |
| 最優秀監督賞                 | 岩本真典 (大崎電気)                 | 4回 (第35回・第40回・第41回・第42回)                                         |
| 最高殊勲選手賞               | 玉村健次 (湧永製薬)                 | 3回 (第14回・第15回・第17回)                                                 |
| 最高殊勲選手賞               | 白元喆 (大同特殊鋼)                 | 3回 (第30回・第32回・第34回)                                                 |
| 最優秀選手賞                 | ステファン・ストックラン (本田技研) | 3回 (第23回・第24回・第26回)                                                 |
| 最優秀選手賞                 | 白元喆 (大同特殊鋼)                 | 3回 (第25回・第30回・第31回)                                                 |
| 最優秀選手賞                 | 末松誠 (大同特殊鋼)                 | 3回 (第32回・第33回・第34回)                                                 |
| 通算最多得点                 | 岩本真典 (大崎電気)                 | 1079得点 (224試合)                                                           |
| シーズン最多得点             | 金東喆 (トヨタ紡織九州)             | 211得点 (第43回・24試合)                                                     |
| 1試合最多得点                | 玉村健次 (湧永製薬)                 | 22得点 (第15回・対トヨタ自動車戦)                                            |
| 連続得点                     | 首藤信一 (OSAKI OSOL)               | 174試合 (第11回 - 第23回)                                                    |
| シーズン最高シュート率       | 松本義樹 (湧永製薬)                 | .867 (第6回・39/45)                                                          |
| 通算最多フィールドゴール     | 宮﨑大輔 (大崎電気)                 | 930得点                                                                      |
| シーズン最多フィールドゴール | 金東喆 (トヨタ紡織九州)             | 159得点 (第43回・24試合)                                                     |
| 1試合最多フィールドゴール    | 玉村健次 (湧永製薬)                 | 18得点 (第15回・対トヨタ自動車戦)                                            |
| 通算最多7mスロー得点         | 末岡政広 (大同特殊鋼)               | 232得点 (120試合)                                                            |
| シーズン最多7mスロー得点     | 金東喆 (トヨタ紡織九州)             | 52得点 (第43回・24試合)                                                      |
| 1試合最多7mスロー得点        | 野村広明 (トヨタ車体)               | 10得点 (第26回・対北陸電力戦)                                                |

### チーム (女子)
| 記録                              | チーム                                         | 成績                                                 |
| --------------------------------- | ---------------------------------------------- | ---------------------------------------------------- |
| 最多優勝                          | オムロン                                       | 17回                                                 |
| 連続優勝                          | 広島メイプルレッズ                             | 7年連続 (第23回 - 第29回)                            |
| フェアプレー賞                    | シャトレーゼ                                   | 9回                                                  |
| 通算最多勝利                      | オムロン                                       | 368勝 (524試合)                                      |
| シーズン最多勝利                  | 北國銀行                                       | 23勝 (第43回、24試合)                                |
| 連続勝利                          | 北國銀行                                       | 59試合 (第38回 - 第42回)                             |
| 連続無敗                          | 北國銀行                                       | 59試合59勝 (第38回 - 第42回)                         |
| シーズン連続勝利                  | 北國銀行                                       | 19試合 (第43回)                                      |
| 通算最多敗戦                      | HC名古屋                                       | 307敗 (393試合)                                      |
| シーズン連続敗戦                  | HC名古屋                                       | 18敗 (第39回)                                        |
| 連続無勝利                        | ムネカタ                                       | 62試合 (第1回・第3回・第6回・第24回・第25回・第26回) |
| 通算最多引き分け                  | オムロン                                       | 27分け                                               |
| シーズン最多引き分け              | シャトレーゼ                                   | 4分け (第13回)                                       |
| シーズン最多引き分け              | オムロン                                       | 4分け (第25回)                                       |
| 最多連続引き分け                  | シャトレーゼ                                   | 3試合 (第13回)                                       |
| 最多連続引き分け                  | オムロン                                       | 3試合 (第25回)                                       |
| 通算最多得点                      | オムロン                                       | 12,494得点 (524試合)                                 |
| シーズン最多得点                  | 北國銀行                                       | 730得点 (第42回・24試合)                             |
| 1試合最多得点                     | 大和銀行                                       | 54得点 (第24回・対ムネカタ戦)                        |
| 1試合最少得点                     | ムネカタ                                       | 1得点 (第3回・対北國銀行戦)                          |
| 1試合両チーム最多合計得点         | 広島メイプルレッズ対ソニーセミコンダクタ九州戦 | 79得点 (第30回・42-37)                               |
| 1試合両チーム最少合計得点         | 日立栃木対大崎電気戦                           | 9得点 (第2回・5-4)                                   |
| シーズン最高シュート率            | イズミ                                         | .638 (第23回・414/649)                               |
| 通算最多フィールドゴール          | オムロン                                       | 10,816得点 (524試合)                                 |
| シーズン最多フィールドゴール      | 北國銀行                                       | 667得点 (第42回)                                     |
| 1試合最多フィールドゴール         | 大和銀行                                       | 51得点 (第24回・対ムネカタ)                          |
| 1試合最少フィールドゴール         | ムネカタ                                       | 1得点 (第3回・対北國銀行戦)                          |
| 通算最多7mスロー得点              | オムロン                                       | 1,633得点 (524試合)                                  |
| シーズン最多7mスロー得点          | オムロン                                       | 71得点 (第31回・15試合)                              |
| 1試合最多7mスロー得点             | 日本ビクター                                   | 12得点 (第11回・対大和銀行戦)                        |
| 1試合両チーム最多合計7mスロー得点 | 立石電機対ジャスコ戦                           | 17得点 (第6回・10-7)                                 |
| シーズン最多7mスロー失点          | 三重バイオレットアイリス                       | 66得点 (第37回・15試合)                              |
| 1試合最少失点                     | 北國銀行                                       | 1失点 (第3回・対ムネカタ戦)                          |
| 通算最多失点                      | HC名古屋                                       | 9,848失点 (393試合)                                  |
| 1試合最多失点                     | ムネカタ                                       | 54失点 (第24回・対大和銀行戦)                        |
| シーズン最多失点                  | 大阪ラヴィッツ                                 | 619失点 (第43回・24試合)                             |
| シーズン最高得失点差              | 北國銀行                                       | 328点 (第42回・730得点-402失点)                      |
| シーズン最低得失点差              | ムネカタ                                       | -332点 (第24回・114得点-446失点)                     |
| 1試合最多得失点差                 | 北國銀行対ムネカタ戦                           | 44点 (第24回・50-6)                                  |

### 個人 (女子)
| 記録                         | チーム                                          | 成績                                                                                          |
| ---------------------------- | ----------------------------------------------- | --------------------------------------------------------------------------------------------- |
| 得点王                       | 田中美音子 (大和銀行・ソニーセミコンダクタ九州) | 4回 (第19回・第20回・第24回・第30回)                                                          |
| 得点王                       | 郭惠靜 (ソニーセミコンダクタ九州)               | 4回 (第28回・第30回・第31回・第32回)                                                          |
| シュート率賞                 | 郭惠靜 (ソニーセミコンダクタ九州)               | 7回 (第28回・第29回・第30回・第31回・第32回・第33回・第34回)                                  |
| 7mスロー得点賞               | 長田友子 (日本ビクター)                         | 5回 (第10回・第11回・第12回・第13回・第14回)                                                  |
| ベストセブン (GK)            | 山口文子 (オムロン)                             | 4回 (第22回・第23回・第24回・第25回)                                                          |
| ベストセブン (GK)            | 田代ひろみ (北國銀行)                           | 4回 (第33回・第34回・第35回・第36回)                                                          |
| ベストセブン (GK)            | 寺田三友紀 (北國銀行)                           | 4回 (第39回・第40回・第41回・第42回)                                                          |
| ベストセブン (CP)            | 田中美音子 (大和銀行・ソニーセミコンダクタ九州) | 11回 (第19回・第20回・第22回・第23回・第24回・第27回・第28回・第29回・第30回・第31回・第32回) |
| ベストディフェンダー賞       | 塩田沙代 (北國銀行)                             | 5回 (第39回・第40回・第41回・第42回・第43回)                                                  |
| 最優秀監督賞                 | 林五卿 (広島メイプルレッズ)                     | 8回 (第21回・第23回・第24回・第25回・第26回・第27回・第28回・第29回)                          |
| 最高殊勲選手賞               | 呉成玉 (広島メイプルレッズ)                     | 3回 (第23回・第25回・第27回)                                                                  |
| 最優秀選手賞                 | 呉成玉 (広島メイプルレッズ)                     | 5回 (第23回・第25回・第26回・第27回・第28回)                                                  |
| 通算最多得点                 | 田中美音子 (大阪ラヴィッツ)                     | 1,655得点                                                                                     |
| シーズン最多得点             | 李美京 (広島メイプルレッズ)                     | 197得点 (第42回・24試合)                                                                      |
| 1試合最多得点                | 田中美音子 (大和銀行)                           | 35得点 (第24回・対ムネカタ戦)                                                                 |
| 連続試合得点                 | 高山智恵 (広島メイプルレッズ)                   | 125試合 (第35回 - 第42回)                                                                     |
| シーズン最高シュート率       | 横嶋かおる (北國銀行)                           | .906 (第40回・48/53)                                                                          |
| 通算最多フィールドゴール     | 田中美音子 (ソニーセミコンダクタ)               | 1,288得点                                                                                     |
| シーズン最多フィールドゴール | 李美京 (広島メイプルレッズ)                     | 165得点 (第42回・24試合)                                                                      |
| 1試合最多フィールドゴール    | 田中美音子 (大和銀行)                           | 32得点 (第24回・対ムネカタ戦)                                                                 |
| 通算7mスロー得点             | 上町史織 (北國銀行)                             | 269得点 (151試合)                                                                             |
| シーズン最多7mスロー得点     | 吉田祥子 (オムロン)                             | 69得点 (第31回・15試合)                                                                       |
| 1試合最多7mスロー得点        | 長田友子 (日本ビクター)                         | 11得点 (第11回・対大和銀行戦)                                                                 |

## テレビ放送
以前はスカイ・A、tvkにて注目カードの中継を行っていたが、2007-08シーズンは開催地の地元放送局にて数試合中継するだけである。しかし2008年・2009年のプレーオフは全試合J SPORTS ESPNにて録画中継された。
2007年の男子プレーオフ決勝はBS-iでも中継された。
2010年から2013年までプレーオフはTwellVにて生中継された。2014年はJ SPORTSで生中継される。
一部地域の試合は放送されており、広島における湧永レオリック及び広島メイプルレッズの試合はNHKにて生中継されている。
2013-2014シーズンから2015-2016シーズンはUstreamにて配信もされていた（湧永レオリックを中心に各チームが配信）。
2016年1月に公式動画サイトJHLtvを開設。全試合の生中継・VOD配信を行う。
2022-2023シーズンからplayground株式会社が提供する「スーパーDXプラットフォーム『HANDBALL+NET』（ハンドボール・プラネット）」にて配信。
リーグHとなって初めて迎えた2025年プレーオフは日テレジータスで生中継予定。

## プロ化構想
主催者である日本ハンドボールリーグは、2021年12月20日、「次世代型プロリーグ構想」を公表し、2024年の旗揚げを目指して1部リーグのプロリーグへの移行を目指すと発表した。
参加チームの申し込みは2022年3月ごろから募集し、同7月にプロリーグへの参加チームを発表するとしている。具体的な参加案件としては
- プロ選手契約を1チームにつき11名以上
- 1500人以上収容の本拠地となる体育館を保有する
- 12歳以下の育成型下部組織を持つこと
- チーム名に都道府県・市区町村などの地域名を入れる

ことなどを求めている。
また安定した収入を得られるようにするため、ホームゲームで得た収益をリーグで一括管理する「シングル・エンティティー制度」を採用することも一つの目玉になっている。日本ハンドボールリーグ代表理事の葦原一正は「各参加チームの支出は年2億円程度、収入は約1000万円程度」であることを踏まえ、他のプロ野球、サッカーやラグビー、バレーボールなどのプロ・セミプロ型のリーグのようなチームが直接興行収入を得るやり方ではプロ化が難しいということで、収益の一括管理を実施してリーグの底上げを図るところから始めるとしている。
2022年8月29日、日本ハンドボールリーグはプロリーグの開幕を2024年パリオリンピック後の同年9月とすることを発表した。3日後の9月1日、日本ハンドボールリーグの会見で新プロリーグに男子9チーム、女子10チームが参入を申請したと発表した。しかし、男子新リーグへの参戦が有力視されたジークスター東京、大崎、湧永など5チームと、女子の1チームは初年度の新リーグへの参加を見送る形となり、2024年度シーズンの男子リーグは現行のアマチュアリーグと新プロリーグの実質的な2部リーグ制で分裂した形で始まることが濃厚となった。これにはプロリーグの参加登録料が現在の日本リーグの600万円の5倍に当たる3000万円が必要であることがネックとされた。ただ、2025年度以後も新規参入を希望するチームの募集は行う予定であり、「ほぼ全チームが新リーグに賛成する意向だが、落とし込みという部分で、リーグやチームの両者で準備不足だった」ことを認めている。
その後、新リーグの参加審査の撤廃と、審査委員会の解散、シングルエンティティーの見直しなどを行うことにより、当初新リーグ初回の参加見送りとされたクラブを含め、2023年秋に開幕予定の2023-24年度シーズンへの参加を予定する24クラブ（男子:13、女子:11）がそのまま2024-25年度の新リーグへ参加することが承認された。なお新リーグへの参加を希望し、加入申し込みを行った「TeToTeおおさか堺（後に堺 LIAISON OSAKA）」については、改めて正式な加入審査を行った上で参入可否を判断する予定。
2023年5月、新たに新リーグの審査基準の決定が公表。後に「アルバモス大阪」のみ加入が認められる。堺 LIAISON OSAKAは新リーグの加盟条件の「財務要件」と「契約・資格要件」の2項目が未充足であるという理由で、2024-25年度の参加は見送りとなった。
10月25日に理事が新に選任された後のメディアブリーフィングで、新リーグについて時期は問わないという発言もなされた。
2024-25シーズンより前述の通りJHLはリーグHに改編された。
リーグ再編以降は順次チームステータスを義務化し、プロ化を進める予定である。
2024-25シーズン
- 理念賛同
- 地域名（チーム名）
- 商標登録
- U12チーム

2025-26
- 自治体・都道府県協会の支援書

2026-27
- 1試合当たり1,500名以上集客
- 黒字化
- プロ11名以上

2027-28
- 運営法人設立
- 1,500名以上収容のアリーナ（原則8割、やむを得ない場合6割）
- U12チーム

2028-29
- 1試合当たり2,000名以上集客
- 2,000名以上収容のアリーナ

### 公式戦
- 日本ハンドボール選手権大会
- 全日本社会人ハンドボール選手権大会
- ジャパンオープンハンドボールトーナメント

### 参考
- 日本トップリーグ連携機構